# Here for the Party
Here for the Party släpptes den 11 maj 2004 och är countryartisten Gretchen Wilsons debutalbum, och innehöll bland annat Here for the Party. Det var countryalbumetta i USA, och nådde som högst andraplatsen på Billboards albumlista.

## Låtlista
1. "Here for the Party" (John Rich, Big Kenny, Gretchen Wilson) – 3:16
2. "Redneck Woman" (Wilson, Rich) – 3:42
3. "When I Think About Cheatin'" (Rich, Wilson, Vicky McGehee) – 4:09
4. "Homewrecker" (George Teren, Rivers Rutherford, Wilson) – 3:27
5. "Holdin' You" (Thom McHugh, Wade Kirby) – 3:34
6. "Chariot" (John Caldwell, Leslie Satcher) – 4:26
7. "What Happened" (Al Anderson, Bob DiPiero, Bekka Bramlett, Tim Nichols) – 3:51
8. "When It Rains" (Rich, McGehee, Wilson) – 3:03
9. "The Bed" (Keith Anderson, Rich, McGehee) – 2:53
  - feat. Big & Rich
10. "Pocahontas Proud" (Rich, McGehee, Wilson) – 5:15

### Fotnoter
1. ↑  Per Bjurman (6 augusti 2004). ”Gretchen Wilson” (på svenska). Aftonbladet. https://www.aftonbladet.se/nojesbladet/musik/recensioner/article11211751.ab. Läst 22 januari 2018.